# Ducado de Mântua
O Ducado de Mântua, com capital na cidade de Mântua (na Lombardia), foi um pequeno estado do noroeste da península Itálica que subsistiu como unidade política entre 1276 e 1708, ficando a partir de então anexado ao Ducado de Milão até 1866, ano em que foi incorporado no Reino de Itália na sequência do processo de unificação da Itália.
Mântua foi um senhorio independente a partir de 1276, sendo elevado a marca em 1433 e transformando-se efectivamente em ducado a partir de 1530. Em 1708, o Ducado de Mântua foi anexado ao Ducado de Milão em resultado da sua ocupação pelas tropas do imperador Leopoldo I, no decurso da Guerra da Sucessão de Espanha.

## Governantes de Mântua

### Senhores de Mântua - Casa Bonacolsi (1276-1328)
- 1276-1291 : Pinamonte
- 1291-1299 : Bardelão, filho do precedente
- 1299-1309 : Guido, sobrinho do precedente
- 1309-1328 : Rinaldo, o Passarinho, irmão do precedente

### Senhores de Mântua - Casa de Gonzaga(1328–1433)
- 1328-1360 : Luís I (1268–1360), podestà em 1318, depois capitão general do povo em 1328 e potestade em Parma
- 1360-1369 : Guido (1290–1369), podestà em 1328, senhor em 1360, filho do precedente
- 1369-1382 : Luís II (1334–1382), filho do precedente
- 1382-1407 : Francisco I (1366–1407), filho do precedente
- 1407-1433 : João Francisco (1395–1444), filho do precedente

### Marqueses de Mântua - Casa de Gonzaga(1433–1530)
- 1433-1444 : João Francisco
- 1444-1478 : Luís III, o Turco (1414–1478), filho do precedente
- 1478-1484 : Frederico I, o Corcunda (1440–1484), filho do precedente[1][2]
- 1484-1519 : Francisco II (1466–1519), filho do precedente
- 1519-1530 : Frederico II (1500–1540), filho do precedente

### Duques de Mântua - Casa de Gonzaga(1530–1627)
Os duques de Mântua passam a ser igualmente marqueses de Monferrato a partir de 1536, por casamento do duque Frederico II Gonzaga com Margarida de Monferrato, filha de Guilherme IX de Monferrato. Em 1574, Guilherme I, duque de Mântua e marquês de Monferrato, sob o título de Guilherme X, vê o seu marquesado elevado à dignidade de ducado.
- 1530-1540 : Frederico II (1500–1540)
- 1540-1550 : Francisco III (1533–1550), filho do precedente
- 1550-1587 : Guilherme I (1538–1587), irmão do precedente
- 1587-1612 : Vicente I (1562–1612), filho do precedente
- 1612-1612 : Francisco IV (1586–1612), filho do precedente
- 1612-1626 : Fernando I (1587–1626), irmão do precedente
- 1626-1627 : Vicente II (1594–1627), irmão do precedente

Em 1627, Vicente II designa Carlos I (do ramo dos Gonzaga-Nevers) como sucessor, mas de 1627 a 1631, Mântua foi ocupada por forças imperiais e o Monferrato pelo Ducado de Saboia.

### Duques de Mântua - Casa Gonzaga-Nevers(1627–1708)
- 1627-1637 : Carlos I (1580–1637), neto de Frederico II
- 1637-1665 : Carlos II (1629–1665), neto do precedente
- 1665-1708 : Fernando Carlos I (Carlos III) (1652–1708), filho do precedente

Em 1708, o ducado de Mântua foi integrado ao Ducado de Milão, desaparecendo enquanto entidade política.

## Linha de sucessão dos Bonacossi
Pinamonte
```
│
+─>
Bardelão

│
+─>
João Francisco (não reinante)

   │
   +─>
Guido

   │
   +─>
Rinaldo, o Passarinho
```

## Linha de sucessão dos Gonzaga
Luís I
```
|
+-Guido
  |
  +-Luís II
    |
    +-Francisco I
      |
      +-João Francisco
        |
        +-Luís III
          |
          +-
Frederico I

            |
            +-
Francisco II

              |
              +-
Frederico II

                |
                +-
Francisco III

                |
                +-
Guilherme I

                | |
                | +-
Vicente I

                |   |
                |   +-
Francisco IV

                |   |
                |   +-
Fernando I

                |   |
                |   +-
Vicente II

                |
                +-
(
Luís de Nevers
 - não reinante)

                  |
                  +-
Carlos I

                    |
                    +-
(Francisco - não reinante)

                    |
                    +-
(
Carlos de Nevers
 - não reinante)

                      |
                      +-
Carlos II

                        |
                        +-
Fernando Carlos I / Carlos III
```

## Galeria

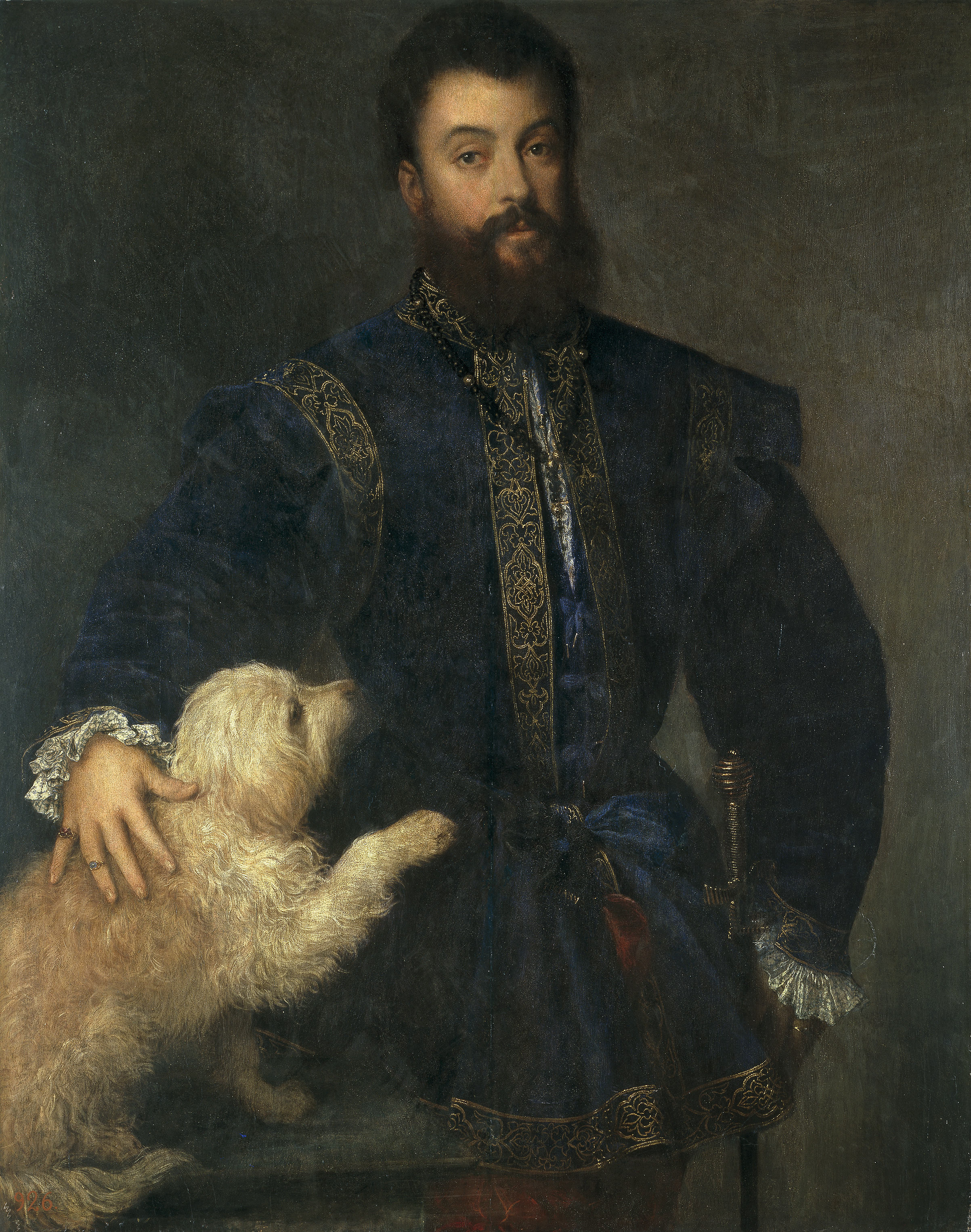
Frederico II por Ticiano
Eleanore de Mântua, por Ticiano
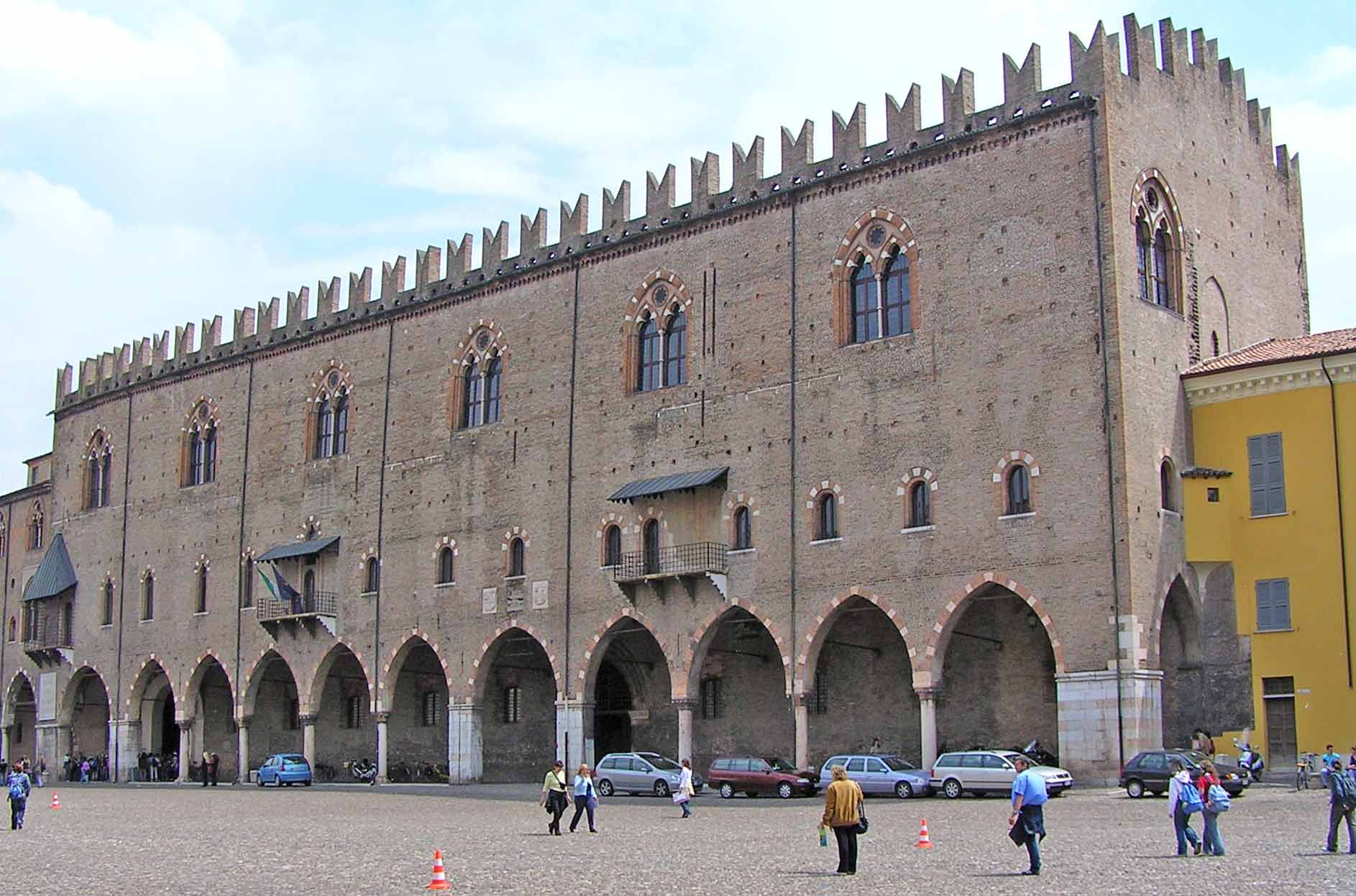
Palácio ducal de Mântua
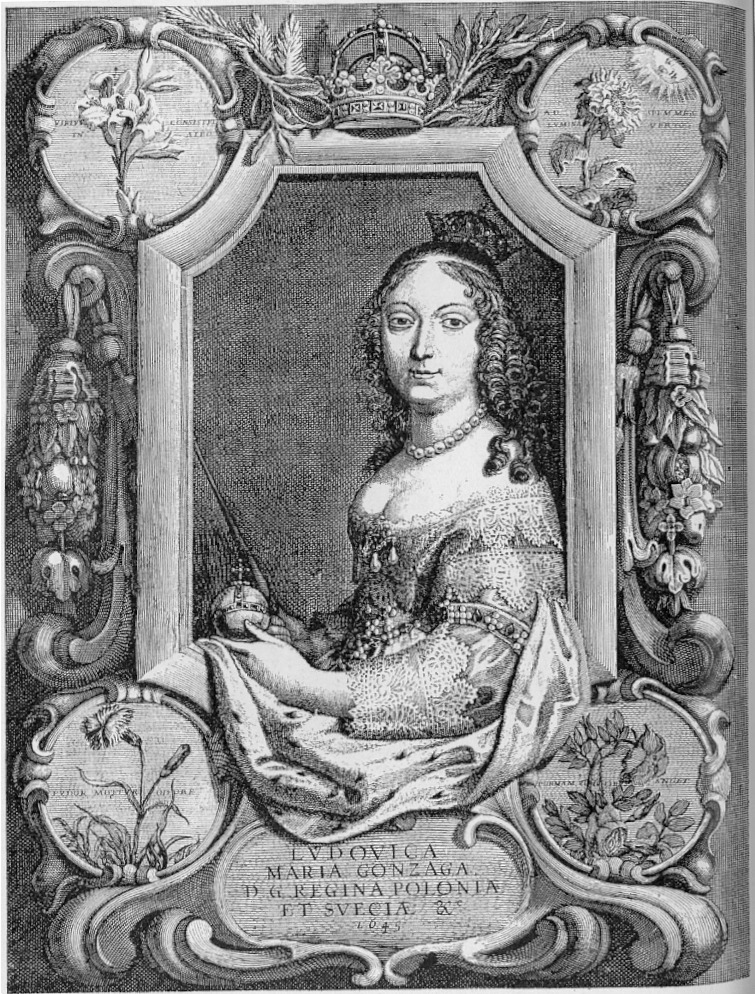
Ludovica Maria Gonzaga
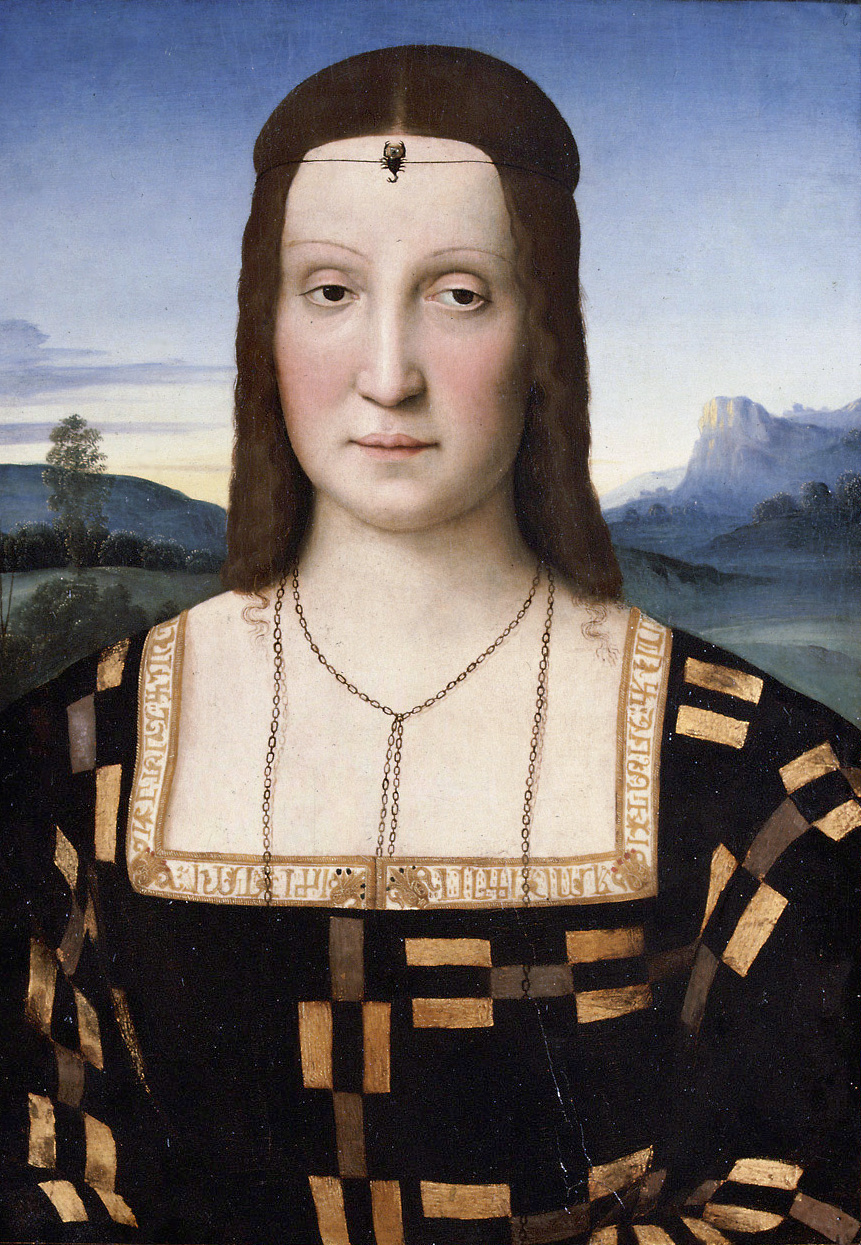
Elisabetta Gonzaga, por Rafael
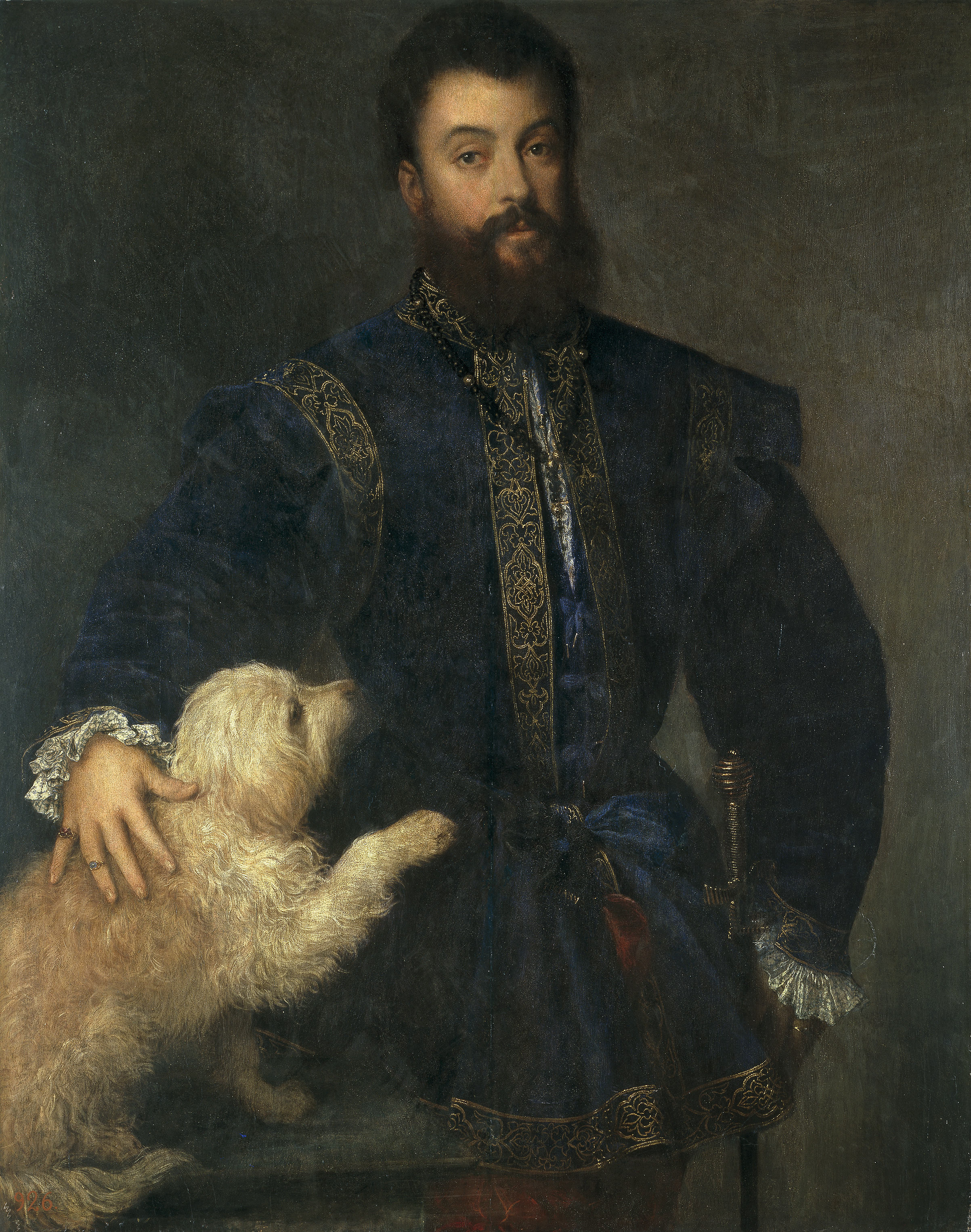
Frederico II, por Ticiano
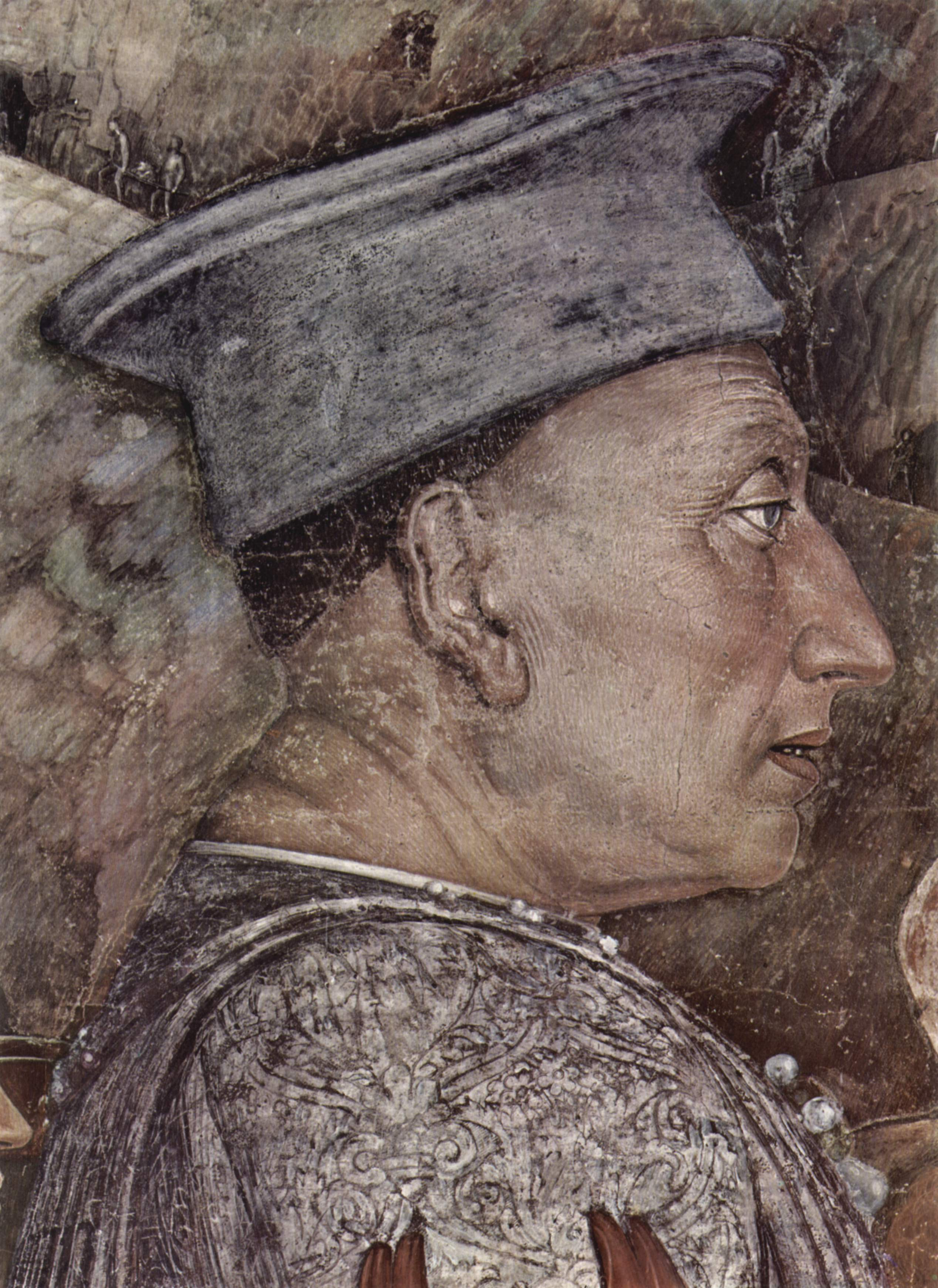
Luís III de Mântua, por Andrea Mantegna
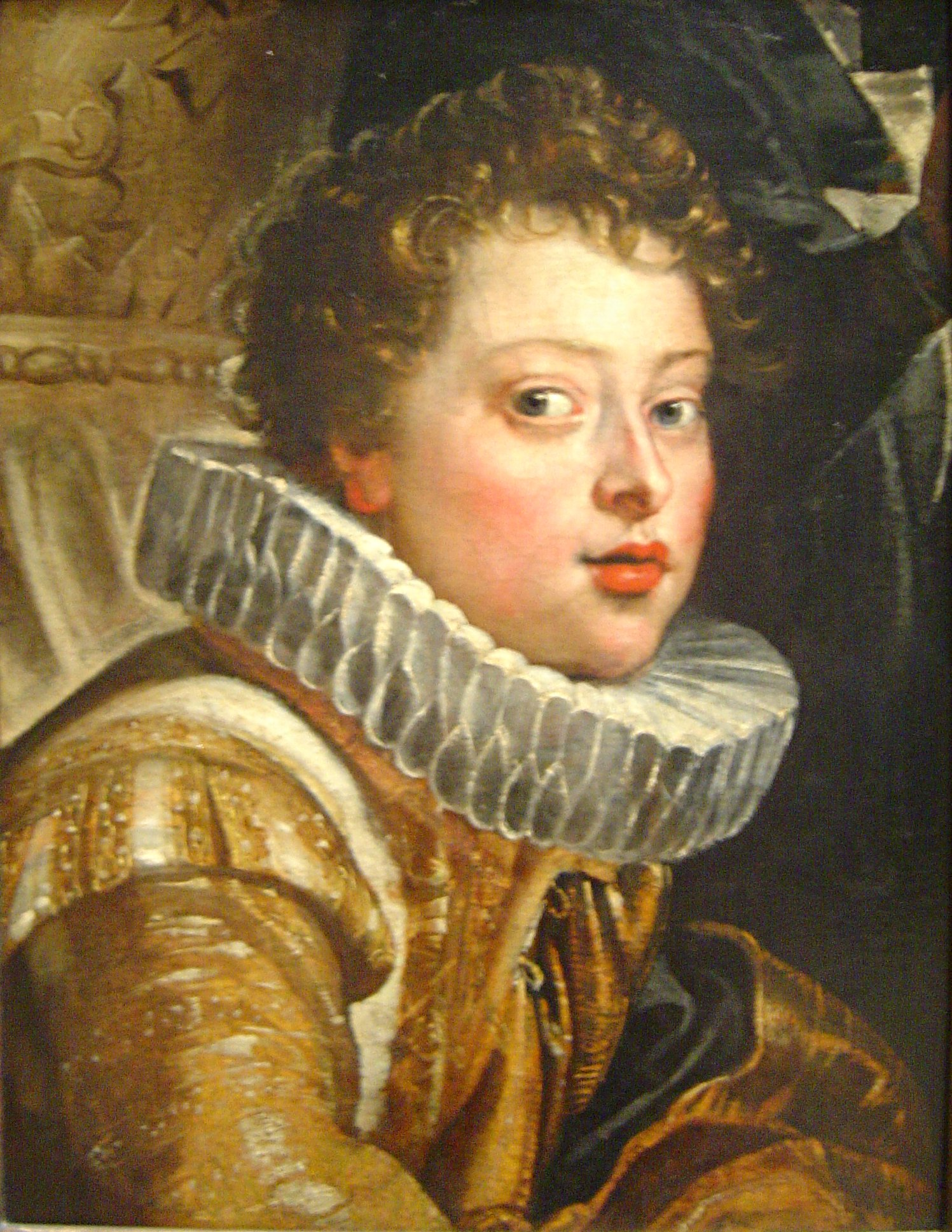
Vincenzo II de Mântua, por  Rubens
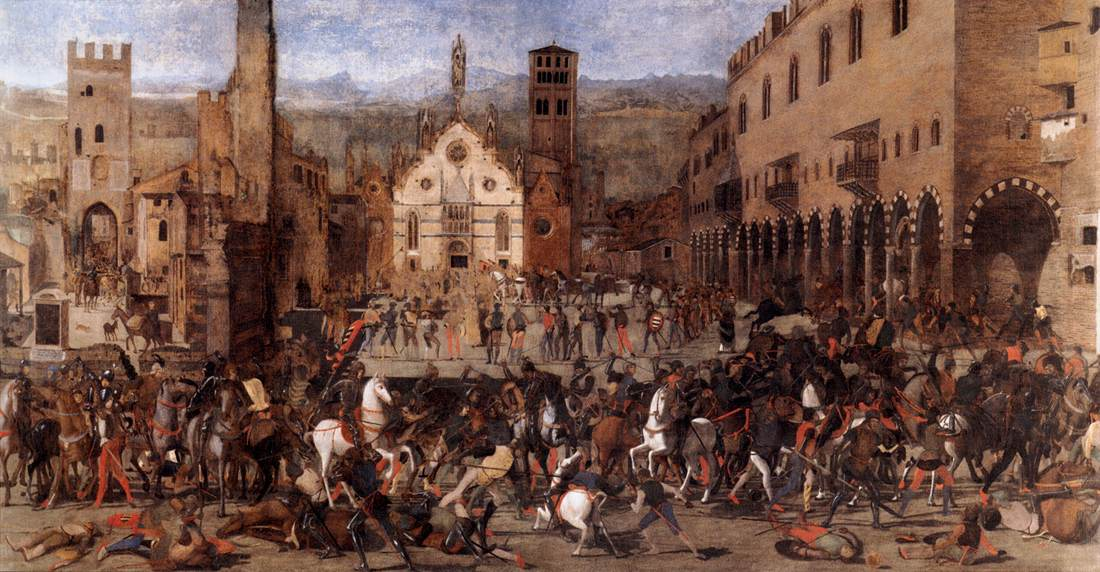
La cacciata dei Bonacolsi, por Domenico Morone